# Emmanuel Salinger
Emmanuel Salinger (n. 28 septembrie 1964, Paris, Franța) este un actor, regizor și scenarist francez. 

## Biografie
Emmanuel Salinger este fratele actorului Joachim Salinger. Fost elev al IDHEC, Emmanuel Salinger și-a început cariera de actor cu Arnaud Desplechin în filmele sale La Vie des Morts, apoi La Sentinelle, pentru care a câștigat Premiul Michel-Simon în 1992, apoi César pentru cel mai promițător actor în 1993.
Este membru al Colectivului 50/50 care își propune să promoveze egalitatea între femei și bărbați și diversitatea în cinema și audiovizual.

## Filmografie selectivă

### Actor
- 1991 La Vie des morts, regia Arnaud Desplechin
- 1992 La Sentinelle, regia Arnaud Desplechin
- 1993 Sauve-toi, regia Jean-Marc Fabre
- 1994 Des feux mal éteints, regia Serge Moati
- 1994 Grande petite, regia Sophie Fillières
- 1994 Regina Margot (La Reine Margot), regia Patrice Chéreau
- 1994 Oublie-moi, regia Noémie Lvovsky
- 1994 Bête de scène, regia Bernard Nissille
- 1995 O sută și una de nopți (Les Cent et Une Nuits de Simon Cinéma), regia Agnès Varda
- 1995 N'oublie pas que tu vas mourir, regia Xavier Beauvois
- 1996 Mirek n'est pas parti, regia Bojena Horackova
- 1996 Comment je me suis disputé... (ma vie sexuelle), regia Arnaud Desplechin
- 1996 Le Bel Été 1914, regia Christian de Chalonge
- 2000 En face, regia Mathias Ledoux
- 2000 Capitaines d'avril, regia Maria de Medeiros
- 2004 Triple agent, regia Éric Rohmer
- 2005 Belhorizon, regia Inès Rabadán
- 2007 Très bien, merci, regia Emmanuelle Cuau
- 2007 La Clef, regia Guillaume Nicloux
- 2009 La Grande Vie, regia Emmanuel Salinger
- 2010 Le Sentiment de la chair, regia Roberto Garzelli
- 2011 La guerre est déclarée, regia Valérie Donzelli
- 2012 Au cas où je n'aurais pas la palme d'or, regia Renaud Cohen
- 2013 Je ne suis pas mort, regia Mehdi Ben Attia
- 2015 Par accident, regia Camille Fontaine
- 2016 Planetarium, regia Rebecca Zlotowski
- 2023 La Passion de Dodin Bouffant, regia Trần Anh Hùng
- 2024 Ma vie, ma gueule, regia Sophie Fillières : dr. Radjabov
- 2025 Je le jure, regia Samuel Theis

### Regizor
- 2009 La Grande Vie

### Scenarist
- 1992 La Sentinelle de Arnaud Desplechin - adaptare
- 1994 Oublie-moi de Noémie Lvovsky
- 1995 N'oublie pas que tu vas mourir de Xavier Beauvois
- 2001 L’Homme des foules de John Lvoff
- 2003 Petites Coupures de Pascal Bonitzer - colaborare la scenariu
- 2008 Max et Co (film de animație) de Robert Boner și Benoît Dreyer
- 2009 La Grande Vie de el însăși

## Distincții
- 1992 Prix Michel-Simon
- 1993 ediția a XVIII-a a Premiilor César : Cea mai bună speranță masculină pentru filmul La Sentinelle al lui Arnaud Desplechin
- 1994 Festivalul internațional de film de la Thessaloniki : Cel mai bun scenariu pentru Oublie-moi al lui Noémie Lvovsky, împărțit cu Noémie Lvovsky, Marc Cholodenko și Sophie Fillières